# تشال تشرانة
تشال تشرانة (بالفارسية: چال چرانه) هي قرية تقع في قسم بشتكوة موغوئي الريفي في إيران. يقدر عدد سكانها بـ 55 نسمة بحسب إحصاء 2016.